# Wasserwerk Hengstey

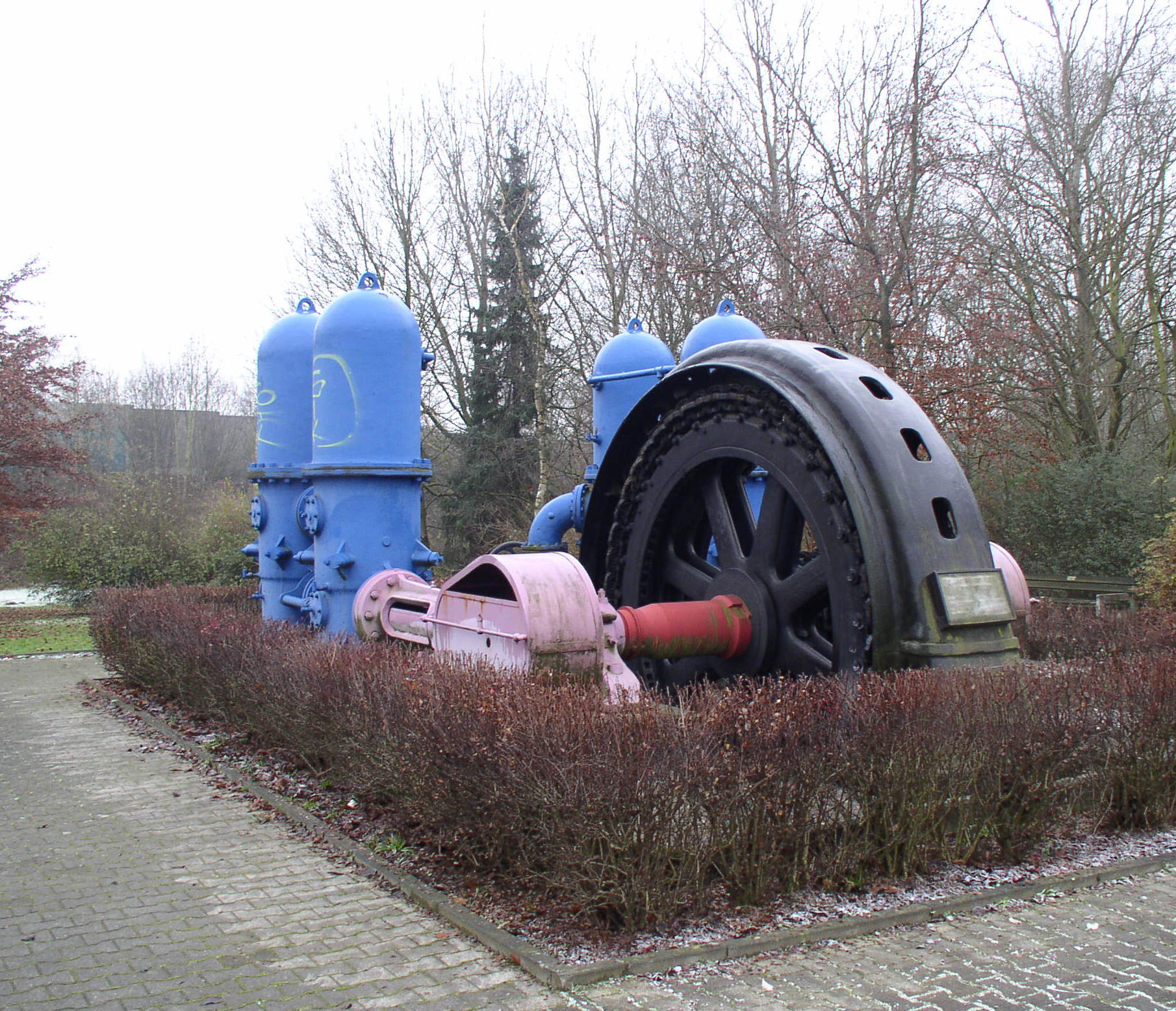
Ausrangierte Pumpenanlage, 2005

Das Wasserwerk Hengstey ist ein Wasserwerk an der Seestraße 62 im Stadtteil Hengstey von Hagen. Es befindet sich an der Volme und wird von der Mark-E Aktiengesellschaft betrieben. Es wurde am 1. August 1887 von Hagens Bürgermeister Prentzel seiner Bestimmung übergeben, war aber schon seit 1886 in Betrieb. Ab 1927 wurde auch aus dem Hengsteysee Wasser für die Anreicherungsbecken entnommen.
Mit dem Wasserwerk verknüpft ist das Landschaftsschutzgebiet Wassergewinnungsanlage der Stadtwerke Hagen.